# 格聂镇
格聂镇，是中华人民共和国四川省甘孜藏族自治州理塘县下辖的一个乡镇级行政单位。2020年6月17日，四川省人民政府批准撤销理塘县喇嘛垭乡、章纳乡，设立格聂镇，以原喇嘛垭乡和原章纳乡所属行政区域为格聂镇的行政区域，格聂镇人民政府驻银达村1组91号。

## 行政区划
格聂镇下辖以下地区：
门子村、格青村、俄多村、日戈村、依拉克村、然日卡村、喇嘛垭村、章纳村、扎拉村、告巫村、乃干多村和则巴村。